# Soyuz MS-11
Soyuz MS-11 es un vuelo espacial Soyuz, lanzado el 3 de diciembre de 2018. Fue el vuelo número 140 de una nave espacial Soyuz tripulada. Después del accidente de la Soyuz MS-10, su lanzamiento fue adelantado dos semanas para evitar que la ISS quedara vacía.

## Tripulantes
Transportó a tres miembros de la tripulación de la Expedición 58 a la ISS. 
La tripulación estuvo compuesta por un cosmonauta y comandante de la nave, Oleg Kononenko. Un ingeniero de vuelo canadiense David Saint-Jacques y una ingeniera de vuelo estadounidense, Anne McClain. En un principio el desacoplamiento de la nave espacial Soyuz MS-11, estaba programado para julio de 2019, pero debido al adelanto en el lanzamiento de la misión, finalmente el regreso ocurrió el 25 de junio de 2019.
| Puesto               | Miembros de la tripulación                          | Miembros de la tripulación                          |
| -------------------- | --------------------------------------------------- | --------------------------------------------------- |
| Comandante           | Oleg Kononenko, RKA Expedición 58 Cuarto vuelo      | Oleg Kononenko, RKA Expedición 58 Cuarto vuelo      |
| Ingeniero de Vuelo 1 | David Saint-Jacques, CSA Expedición 58 Primer vuelo | David Saint-Jacques, CSA Expedición 58 Primer vuelo |
| Ingeniera de Vuelo 2 | Anne McClain, NASA Expedición 58 Primer vuelo       | Anne McClain, NASA Expedición 58 Primer vuelo       |

### Tripulantes de reserva
| Puesto               | Miembros de la tripulación                           | Miembros de la tripulación                           |
| -------------------- | ---------------------------------------------------- | ---------------------------------------------------- |
| Comandante           | Aleksandr Aleksandrovich Skvortsov, RKA Primer vuelo | Aleksandr Aleksandrovich Skvortsov, RKA Primer vuelo |
| Ingeniero de Vuelo 1 | Luca Parmitano, ESA Primer vuelo                     | Luca Parmitano, ESA Primer vuelo                     |
| Ingeniero de Vuelo 2 | Andrew R. Morgan, NASA Primer vuelo                  | Andrew R. Morgan, NASA Primer vuelo                  |